# Dicrodon guttulatum
El cañán (Dicrodon guttulatum) es una especie de reptil de la familia Teiidae que se distribuye por la costa norte del desierto costero peruano.
Comparte hábitats con Dicrodon holmbergi. La coloración de la cabeza de los machos adultos es un carácter morfológico categórico para distinguir ambas especies: en D. guttulatum es azulada a turquesa mientras que en D. holmbergi la cabeza es de plomiza a marrón.
Se alimenta de insectos y de las vainas del algarrobo (Prosopis pallida).

## Usos culturales
El cañán es cazado por los habitantes de la provincia de Virú en la región La Libertad para preparar diferentes platos. 

## Estado de conservación
En Perú, el cañán, una de las especies que vive en los bosques de Pacasmayo y Virú (La Libertad), se encuentra en peligro de extinción ante la depredación de su hábitat, así como por su caza para el consumo humano, pese a que fue prohibida en el 2018.
La primera iniciativa para proteger y preservar buscó reforestar los bosques de algarrobose se presentó al Gobierno Regional de La Libertad Consejo Regional y representantes del Proyecto Especial Chavimochic (PECH).

## Nombres comunes
- En Ecuador: Tegú del desierto peruano[5]